# Mètode de Numerov
El mètode de Numerov (també anomenat mètode de Cowell) és un mètode numèric per resoldre equacions diferencials ordinàries de segon ordre en què el terme de primer ordre no apareix. És un mètode multipas lineal de quart ordre. El mètode és implícit, però es pot fer explícit si l'equació diferencial és lineal.
El mètode de Numerov va ser desenvolupat per l'astrònom rus Boris Vasil'evich Numerov.

## El mètode
El mètode de Numerov es pot utilitzar per resoldre equacions diferencials de la forma
{\displaystyle {\frac {d^{2}y}{dx^{2}}}=-g(x)y(x)+s(x).}
En ell, tres valors de {\displaystyle y_{n-1},y_{n},y_{n+1}} pres en tres punts equidistants {\displaystyle x_{n-1},x_{n},x_{n+1}} estan relacionats de la següent manera:
{\displaystyle y_{n+1}\left(1+{\frac {h^{2}}{12}}g_{n+1}\right)=2y_{n}\left(1-{\frac {5h^{2}}{12}}g_{n}\right)-y_{n-1}\left(1+{\frac {h^{2}}{12}}g_{n-1}\right)+{\frac {h^{2}}{12}}(s_{n+1}+10s_{n}+s_{n-1})+{\mathcal {O}}(h^{6}),}
on {\displaystyle y_{n}=y(x_{n})}, {\displaystyle g_{n}=g(x_{n})}, {\displaystyle s_{n}=s(x_{n})}, i {\displaystyle h=x_{n+1}-x_{n}}.

### Equacions no lineals
Per a equacions no lineals de la forma
{\displaystyle {\frac {d^{2}y}{dx^{2}}}=f(x,y),}
el mètode dóna
{\displaystyle y_{n+1}-2y_{n}+y_{n-1}={\frac {h^{2}}{12}}(f_{n+1}+10f_{n}+f_{n-1})+{\mathcal {O}}(h^{6}).}
Aquest és un mètode implícit lineal multipas, que es redueix al mètode explícit donat anteriorment si {\displaystyle f} és lineal en {\displaystyle y} establint {\displaystyle f(x,y)=-g(x)y(x)+s(x)}. Aconsegueix una precisió d'ordre 4 (Hairer, Nørsett & Wanner 1993).

## Aplicació
En física numèrica, el mètode s'utilitza per trobar solucions de l'equació unidimensional de Schrödinger per a potencials arbitraris. Un exemple d'això és resoldre l'equació radial per a un potencial esfèricament simètric. En aquest exemple, després de separar les variables i resoldre analíticament l'equació angular, ens queda la següent equació de la funció radial {\displaystyle R(r)}:
{\displaystyle {\frac {d}{dr}}\left(r^{2}{\frac {dR}{dr}}\right)-{\frac {2mr^{2}}{\hbar ^{2}}}(V(r)-E)R(r)=l(l+1)R(r).}
Aquesta equació es pot reduir a la forma necessària per a l'aplicació del mètode de Numerov amb la següent substitució:
{\displaystyle u(r)=rR(r)\Rightarrow R(r)={\frac {u(r)}{r}},}
{\displaystyle {\frac {dR}{dr}}={\frac {1}{r}}{\frac {du}{dr}}-{\frac {u(r)}{r^{2}}}={\frac {1}{r^{2}}}\left(r{\frac {du}{dr}}-u(r)\right)\Rightarrow {\frac {d}{dr}}\left(r^{2}{\frac {dR}{dr}}\right)={\frac {du}{dr}}+r{\frac {d^{2}u}{dr^{2}}}-{\frac {du}{dr}}=r{\frac {d^{2}u}{dr^{2}}}.}
I quan fem la substitució, l'equació radial esdevé
{\displaystyle r{\frac {d^{2}u}{dr^{2}}}-{\frac {2mr}{\hbar ^{2}}}(V(r)-E)u(r)={\frac {l(l+1)}{r}}u(r),}
o
{\displaystyle -{\frac {\hbar ^{2}}{2m}}{\frac {d^{2}u}{dr^{2}}}+\left(V(r)+{\frac {\hbar ^{2}}{2m}}{\frac {l(l+1)}{r^{2}}}\right)u(r)=Eu(r),}
que és equivalent a l'equació de Schrödinger unidimensional, però amb el potencial efectiu modificat
{\displaystyle V_{\text{eff}}(r)=V(r)+{\frac {\hbar ^{2}}{2m}}{\frac {l(l+1)}{r^{2}}}=V(r)+{\frac {L^{2}}{2mr^{2}}},\quad L^{2}=l(l+1)\hbar ^{2}.}
Podem resoldre aquesta equació de la mateixa manera que hauríem resolt l'equació de Schrödinger unidimensional. Podem reescriure l'equació una mica diferent i així veure més clarament la possible aplicació del mètode de Numerov:
{\displaystyle {\frac {d^{2}u}{dr^{2}}}=-{\frac {2m}{\hbar ^{2}}}(E-V_{\text{eff}}(r))u(r),}
{\displaystyle g(r)={\frac {2m}{\hbar ^{2}}}(E-V_{\text{eff}}(r)),}
{\displaystyle s(r)=0.}